# Raditladi (cràter)
Raditladi és un cràter d'impacte amb un pic anul·lar en el planeta Mercuri de 258 km de diàmetre. Porta el nom de l'escriptor de Botswana Leetile Disang Raditladi (1910-1971), i el seu nom va ser aprovat per la Unió Astronòmica Internacional el 2008.
|                                 |
| Posició de Raditladi en Mercuri |

A l'interior del seu pic anul·lar hi ha un sistema de cubetes concèntriques extenses (graben), que són característiques superficials poc freqüents sobre Mercuri. El sòl de Raditladi està parcialment cobert per planes llises relativament brillants, que es creu que són producte de les efusions volcàniques. Les cubetes també es poden haver format per processos volcànics de sota el sòl de Raditladi. La conca és relativament jove, probablement menor de mil milions d'anys, amb només uns quants petits cràters d'impacte al terra, amb les parets de la conca ben conservades i amb una estructura d'anells.

## Exploració
Durant el seu primer sobrevolt de Mercuri el gener de 2008, la sonda espacial MESSENGER va descobrir un gran cràter d'impacte a uns 2000 km a l'oest de la conca de Caloris en la part de la superfície de Mercuri que mai havia vist cap nau espacial.
Raditladi és una de les característiques més joves de Mercuri.

## Geologia
La part central de Raditladi està ocupada per un gran pic anul·lar d'un diàmetre de 125 km. L'anell es troba lleugerament desplaçat del centre geomètric de la conca en direcció nord-oest. El sòl de Raditladi està cobert per dos tipus de terreny: les planes lleugerament brillants i les planes hummock fosques. Els primers s'enganxen parcialment a les planes hummocky i probablement són d'origen volcànic. Aquests últims estan presents principalment en una part del sòl, entre l'anell màxim i el crater. S'ha interpretat que era el material del sòl original del cràter que no estava cobert per laves de color clar de les planes suaus. Les planes hummocky són lleugerament més blaves que les planes suaus.
Les zones exteriors de Raditladi estan cobertes per les ejeccions fosques relativament blaves de l'impacte. Els massissos de l'anell màxim exposen en alguns llocs un material blau brillant idèntic al d'alguns cràters d'impacte brillants de Mercuri. (Bright Crater Floor Deposits - BCFD; Dipòsits de sòl brillant del cràter).

### Cubetes extensives
Visibles en el sòl de Raditladi, a l'interior del pic anul·lar, es troben canals estrets i concèntrics, formats per l'extensió (separats) de la superfície. Les cubetes estan disposades en un patró circular de 70 km de diàmetre aproximadament. Es creu que són graben. El centre geomètric del sistema de graben coincideix amb el centre de Raditladi i es troba desplaçat al centre del complex del pic anul·lar.
Les cubetes extensives de Mercuri són bastant rars, ja que s'han vist en només uns quants llocs:
- en la conca de Rachmaninoff, que és similar en molts aspectes a Raditladi,
- com a part de la Fossa Pantheon i altres cubetes a la conca de Caloris,
- al sòl de Rembrandt, una gran conca descoberta durant el segon sobrevol sobre Mercuri de la sonda espacial MESSENGER.

Comprendre com es van formar aquests accessos a la jove conca de Raditladi podria proporcionar un indicador important dels processos que van actuar relativament recentment a la història geològica de Mercuri.
Hi ha dues teories principals de la formació del graben: 
- El primer és que representen una manifestació superficial de filons anul·lars o làmines còniques.Tots dos tipus d'estructures es formen quan el magma d'una cambra magmàtica profunda s'introdueix entre les roques que es superposen a través de fractures còniques o cilíndriques.

- La segona hipòtesi sosté que el graben es va formar a conseqüència de l'aixecament del sòl causat pel pes de les planes suaus exteriors del cràter.[5] Aquestes planes estan de fet presents al nord i l'est de Raditladi, encara que el seu gruix i edat no es coneixen.[3]

## Edat
L'edat relativa de qualsevol característica de la superfície es pot determinar a partir de la densitat del cràter d'impacte. La densitat del cràter en el sòl de Raditladi és d'aproximadament el 10% de la de les planes a l'oest de la conca Caloris. La densitat del cràter és igual a la superfície de les cobertes d'ejeccions fora de la conca. Les suaus planes i les planes lluminoses també tenen la mateixa densitat de cràter i, per tant, la mateixa edat aparent.
La baixa densitat del cràter indica que Raditladi és més jove que Caloris; pot haver-se format en els darrers mil milions d'anys, mentre que l'edat de Caloris és de 3,5 a 3,9 bilions d'anys.
La jove edat de Raditladi mostra que l'efusiva activitat volcànica sobre Mercuri va durar molt més temps que s'havia pensat, possiblement estenent-se als últims mil milions d'anys.

## Referèencies
1. ↑  Baker, David M. H.; Head, James W.; Schon, Samuel C.; Ernst, Carolyn M.; Prockter, Louise M.; Murchie, Scott L.; Denevi, Brett W.; Solomon, Sean C.; Strom, Robert G. «The transition from complex crater to peak-ring basin on Mercury: New observations from MESSENGER flyby data and constraints on basin formation models». Planetary and Space Science, vol. 59, 15, 2011, pàg. 1932–1948. Bibcode: 2011P&SS...59.1932B. DOI: 10.1016/j.pss.2011.05.010.
2. ↑  «Raditladi». Gazetteer of Planetary Nomenclature.   United States Geological Survey, 12-10-2016. [Consulta: 21 juny 2017].
3. 1 2 3 4 5 6 7 8  Prockter, Louise M.; Watters, Thomas R.; Chapman, Clark R.; Denevi, B. W.; Head, J. W.; Solomon, S. C.; Murchie, S. L.; Barnouin-Jha, O. S.; Robinson, M. S. «The curious case of Raditladi basin». Lunar and Planetary Science, vol. XL, 2009, pàg. 1758. Bibcode: 2009LPI....40.1758P.
4. 1 2 3 4  Strom, G.; Chapman, Clark R.; Merline, William J.; Solomon, SC; Head Jw, 3rd «Mercury Cratering Record Viewed from MESSENGER's First Flyby». Science, vol. 321, 5885, 2008, pàg. 79–81. Bibcode: 2008Sci...321...79S. DOI: 10.1126/science.1159317. PMID: 18599774.
5. 1 2 3  Head, James W.; Murchie, Scott L.; Prockter, Louise M.; Solomon, Sean C.; Strom, Robert G.; Chapman, Clark R.; Watters, Thomas R.; Blewett, David T.; Gillis-Davis, J. J. «Evidence for intrusive activity on Mercury from the first MESSENGER flyby». Earth and Planetary Science Letters, vol. 285, 2009, pàg. 251–262. Bibcode: 2009E&PSL.285..251H. DOI: 10.1016/j.epsl.2009.03.008.
6. ↑  Robinson, Mark S.; Murchie, Scott L.; Blewett, David T.; Domingue, DL; Hawkins Se, 3rd; Head, JW; Holsclaw, GM; McClintock, WE; McCoy, TJ «Reflectance and Color Variations on Mercury: Regolith Processes and Compositional Heterogeneity». Science, vol. 321, 5885, 2008, pàg. 66–69. Bibcode: 2008Sci...321...66R. DOI: 10.1126/science.1160080. PMID: 18599770.
7. ↑  «The Curious Case of Raditladi Basin».  Johns Hopkins University Applied Physics Laboratory, 31-03-2009. Arxivat de l'original el 2016-03-03. [Consulta: 7 octubre 2009].
8. ↑  Neukum, G.; Oberst, J.; Hoffmann, H.; Wagner, R.; Ivanov, B. A. «Geologic evolution and cratering history of Mercury». Planetary and Space Science, vol. 49, 14–15, 2001, pàg. 1507–21. Bibcode: 2001P&SS...49.1507N. DOI: 10.1016/S0032-0633(01)00089-7.